# Antiperistaltik
Als Antiperistaltik (aus griech. anti, ‚gegen‘, + „Peristaltik“), auch retrograde Peristaltik, lat.-anat. Motus antiperistalticus, bezeichnet man die der normalen Bewegung des Verdauungstrakts entgegengesetzte Muskeltätigkeit, wie sie insbesondere beim Erbrechen stattfindet. Die Antiperistaltik ist so ein wirksamer, manchmal lebensnotwendiger Schutz vor Vergiftungen.